# NGC 3937
NGC 3937 este o radiogalaxie situată în constelația Leul. A fost descoperită în 27 aprilie 1785 de către William Herschel. Se află la o distanță de 96,75 de megaparseci de Pământ.